# Coppa d'Asia 2003 (calcio femminile)
La Coppa d'Asia femminile 2003, nota anche come 2003 AFC Women's Asian Cup, è stata la quattordicesima edizione della massima competizione asiatica di calcio femminile, organizzata con cadenza biennale dalla Asian Football Confederation (AFC). Il torneo, che nella sua fase finale ha visto confrontarsi quattordici nazionali, si è disputato in Thailandia dall'8 al 21 giugno 2003.
Il torneo ha avuto valenza anche di qualificazione al campionato mondiale di USA 2003, al quale si qualificano direttamente le prime tre classificate mentre la quarta accede allo spareggio AFC-CONCACAF.
Il torneo è stato vinto dalla Corea del Nord per la seconda volta consecutiva, superando in finale la Cina ai tempi supplementari.

## Stadi
Gli incontri del torneo vennero disputati a Bangkok e a Nakhon Sawan.
| Bangkok Nakhon Sawan | Bangkok            | Nakhon Sawan                  |
| -------------------- | ------------------ | ----------------------------- |
| Bangkok Nakhon Sawan | Stadio Rajamangala | Nakhon Sawan Province Stadium |
| Bangkok Nakhon Sawan | Capacità: 49 722   | Capacità: 15 000              |
| Bangkok Nakhon Sawan |                    |                               |

## Format
Al torneo hanno preso parte quattordici squadre tra cui le padroni di casa della Thailandia e i campioni in carica della Corea del Nord. Le squadre sono divise in tre gironi all'italiana, di cui due da cinque squadre e uno da quattro. Al termine della fase a gironi si qualificano alla fase a eliminazione le prime classificate dei gironi insieme alla miglior seconda classificata.
Questa è stata l'ultima edizione a emettere ancora l'invito. Dal 2006 è stato introdotto un turno di qualificazione per decidere le squadre qualificate per il torneo asiatico.

## Squadre partecipanti
- Birmania
- Cina
- Corea del Nord
- Corea del Sud
- Filippine
- Giappone
- Guam

- India
- Hong Kong
- Singapore
- Taipei cinese
- Thailandia
- Uzbekistan
- Vietnam

## Fase a gruppi

### Gruppo A

#### Classifica
| Pos. | Squadra        | Pt | G | V | N | P | GF | GS | DR  |
| ---- | -------------- | -- | - | - | - | - | -- | -- | --- |
| 1.   | Corea del Nord | 10 | 4 | 3 | 1 | 0 | 45 | 2  | +43 |
| 2.   | Corea del Sud  | 10 | 4 | 3 | 1 | 0 | 20 | 2  | +18 |
| 3.   | Thailandia     | 6  | 4 | 2 | 0 | 2 | 6  | 21 | -15 |
| 4.   | Hong Kong      | 3  | 4 | 1 | 0 | 3 | 2  | 24 | -22 |
| 5.   | Singapore      | 0  | 4 | 0 | 0 | 4 | 0  | 24 | -24 |

#### Risultati
| Bangkok 8 giugno 2003                                                  | Singapore | 0 – 3                                | Thailandia | Stadio Rajamangala |
| \| \| \| \| \| \| Marcatori \| 17’ Kitiya 20’ Saranya 63’ Anootsara \| |           |                                      |            |                    |
|                                                                        |           |                                      |            |                    |
|                                                                        | Marcatori | 17’ Kitiya 20’ Saranya 63’ Anootsara |            |                    |

| Bangkok 8 giugno 2003                                                                                                   | Corea del Sud | 8 – 0 | Hong Kong | Stadio Rajamangala |
| \| \| \| \| \| Sung Hyun-ah 1’ Lee Ji-eun 23’, 46’ Lee Myung-hwa 59’ Park Eun-sun 62’, 65’, 78’, 89’ \| Marcatori \| \| |               |       |           |                    |
| |               |       |           |                    |
| Sung Hyun-ah 1’ Lee Ji-eun 23’, 46’ Lee Myung-hwa 59’ Park Eun-sun 62’, 65’, 78’, 89’                                   | Marcatori     |       |           |                    |

| Bangkok 10 giugno 2003                                                                                       | Corea del Sud | 6 – 0 | Thailandia | Stadio Rajamangala |
| \| \| \| \| \| Hwang In-sun 23’ Kim Jin-hee 34’ Lee Ji-eun 52’, 86’ Park Eun-sun 79’, 86’ \| Marcatori \| \| |               |       |            |                    |
| |               |       |            |                    |
| Hwang In-sun 23’ Kim Jin-hee 34’ Lee Ji-eun 52’, 86’ Park Eun-sun 79’, 86’                                   | Marcatori     |       |            |                    |

| Bangkok 10 giugno 2003 | Corea del Nord | 13 – 0 | Hong Kong | Stadio Rajamangala |
| \| \| \| \| \| Ra Mi-ae 1’ Ri Kum-suk 4’, 24’, 33’, 37’, 75’, 84’ Yun Yong-hui 11’, 21’ Ri Un-gyong 22’, 90+2’ Ho Sun-hui 58’ Jin Pyol-hui 88’ \| Marcatori \| \| |                |        |           |                    |
| |                |        |           |                    |
| Ra Mi-ae 1’ Ri Kum-suk 4’, 24’, 33’, 37’, 75’, 84’ Yun Yong-hui 11’, 21’ Ri Un-gyong 22’, 90+2’ Ho Sun-hui 58’ Jin Pyol-hui 88’                                   | Marcatori      |        |           |                    |

| Bangkok 12 giugno 2003                                                                  | Corea del Sud | 4 – 0 | Singapore | Stadio Rajamangala |
| \| \| \| \| \| Park Eun-sun 7’ Cha Sung-mi 10’, 20’ Shin Sun-nam 61’ \| Marcatori \| \| |               |       |           |                    |
|                                                                                         |               |       |           |                    |
| Park Eun-sun 7’ Cha Sung-mi 10’, 20’ Shin Sun-nam 61’                                   | Marcatori     |       |           |                    |

| Bangkok 12 giugno 2003 | Corea del Nord | 14 – 0 | Thailandia | Stadio Rajamangala |
| \| \| \| \| \| Jin Pyol-hui 9’, 26’, 41’, 48’ Ri Un-gyong 20’ Ri Kum-suk 31’, 37’, 43’, 57’ Ra Mi-ae 51’ Yun Yong-hui 64’, 83’ Ri Un-suk 75’ \| Marcatori \| \| |                |        |            |                    |
| |                |        |            |                    |
| Jin Pyol-hui 9’, 26’, 41’, 48’ Ri Un-gyong 20’ Ri Kum-suk 31’, 37’, 43’, 57’ Ra Mi-ae 51’ Yun Yong-hui 64’, 83’ Ri Un-suk 75’                                   | Marcatori      |        |            |                    |

| Bangkok 14 giugno 2003                                                                 | Hong Kong | 1 – 3                                 | Thailandia | Stadio Rajamangala |
| \| \| \| \| \| Yau Ka Wai 54’ \| Marcatori \| 80’ Phanlet 90’ Saipin 90+1’ Thongsri \| |           |                                       |            |                    |
|                                                                                        |           |                                       |            |                    |
| Yau Ka Wai 54’                                                                         | Marcatori | 80’ Phanlet 90’ Saipin 90+1’ Thongsri |            |                    |

| Bangkok 14 giugno 2003 | Corea del Nord | 16 – 0 | Singapore | Stadio Rajamangala |
| \| \| \| \| \| Jin Pyol-hui 9’, 22’, 31’ Ho Sun-hui 15’, 48’ Ri Kum-suk 17’ Pak Kum-chun 27’, 59’, 72’ Ri Un-suk 35’ Pak Kyong-sun 41’, 60’ Sin Kum-ok 56’ Jang Ok-gyong 57’ Ri Hyang-ok 74’ O Kum-ran 80’ \| Marcatori \| \| |                |        |           |                    |
| |                |        |           |                    |
| Jin Pyol-hui 9’, 22’, 31’ Ho Sun-hui 15’, 48’ Ri Kum-suk 17’ Pak Kum-chun 27’, 59’, 72’ Ri Un-suk 35’ Pak Kyong-sun 41’, 60’ Sin Kum-ok 56’ Jang Ok-gyong 57’ Ri Hyang-ok 74’ O Kum-ran 80’                                   | Marcatori      |        |           |                    |

| Bangkok 16 giugno 2003                                                                              | Corea del Nord | 2 – 2                           | Corea del Sud | Stadio Rajamangala |
| \| \| \| \| \| Yun Yong-hui 39’ Jin Pyol-hui 77’ \| Marcatori \| 19’ Lee Ji-eun 43’ Hwang In-sun \| |                |                                 |               |                    |
| |                |                                 |               |                    |
| Yun Yong-hui 39’ Jin Pyol-hui 77’                                                                   | Marcatori      | 19’ Lee Ji-eun 43’ Hwang In-sun |               |                    |

| Bangkok 16 giugno 2003                           | Hong Kong | 1 – 0 | Singapore | Stadio Rajamangala |
| \| \| \| \| \| Ng Wing Kum 7’ \| Marcatori \| \| |           |       |           |                    |
|                                                  |           |       |           |                    |
| Ng Wing Kum 7’                                   | Marcatori |       |           |                    |

### Gruppo B

#### Classifica
| Pos. | Squadra       | Pt | G | V | N | P | GF | GS | DR  |
| ---- | ------------- | -- | - | - | - | - | -- | -- | --- |
| 1.   | Giappone      | 10 | 4 | 3 | 1 | 0 | 13 | 0  | +13 |
| 2.   | Birmania      | 10 | 4 | 3 | 1 | 0 | 11 | 0  | +11 |
| 3.   | Taipei cinese | 6  | 4 | 2 | 0 | 2 | 14 | 6  | +8  |
| 4.   | Filippine     | 3  | 4 | 1 | 0 | 3 | 2  | 26 | -24 |
| 5.   | Guam          | 0  | 4 | 0 | 0 | 4 | 2  | 10 | -8  |

#### Risultati
| Arbitro: | Deng Junxia |

| |           |  |
| Otani 8’, 10’, 33’, 45’, 53’, 74’, 77’ Arakawa 9’ Kobayashi 17’, 58’ Miyazaki 35’ Sawa 41’ Miyamoto 60’ Miyama 75’ Sakai 76’ | Marcatori |  |

| Arbitro: | Sin Hwa Youen |

|           |           |                                      |
| Hannah 7’ | Marcatori | 43’ Shu Chiung-chen 69’ Mung Ting-ho |

| Arbitro: | Bentla D'Coth |

|  |           |                                                                                   |
|  | Marcatori | 8’, 46’ San San Kyu 34’, 47’ Aye Nandarhlaing 78’ Moe Moe War 86’ (aut.) Callejas |

| Arbitro: | Zhang Dongqing |

|                                                         |           |  |
| Sakai 19’ Sawa 23’, 48’ Maruyama 27’, 64’, 85’ Yano 78’ | Marcatori |  |

| Arbitro: | Zhang Dongqing |

|  |           |                                                        |
|  | Marcatori | 4’ Wu Shin-tung 23’, 36’ Lin Yu-hui 41’ Huang Chun-lan |

| Arbitro: | Ri Hong Sil |

|                                                                    |           |  |
| Otani 2’, 20’ Kobayashi 22’, 88’ Sawa 50’ Isozaki 71’ Maruyama 87’ | Marcatori |  |

| Arbitro: | Deng Junxia |

|  |           |                                                                          |
|  | Marcatori | 39’ Aye Nandar Hlaing 46’ Zin Mar Wann 77’ Thu Zar Htwe 79’ Hla Hla Than |

| Arbitro: | Im Eun Ju |

|                                                                     |           |  |
| Sawa 62’, 83’ Kobayashi 72’ Maruyama 74’ Huang Feng-chiu 78’ (aut.) | Marcatori |  |

| Arbitro: | Ri Hong Sil |

|                    |           |                            |
| Cheng Yu-hsing 17’ | Marcatori | 31’ (aut.) Huang Feng-chiu |

| Arbitro: | Deng Junxia |

|                       |           |            |
| Loren 32’ Penales 70’ | Marcatori | 24’ Santos |

### Gruppo C

#### Classifica
| Pos. | Squadra    | Pt | G | V | N | P | GF | GS | DR  |
| ---- | ---------- | -- | - | - | - | - | -- | -- | --- |
| 1.   | Cina       | 9  | 3 | 3 | 0 | 0 | 29 | 0  | +29 |
| 2.   | Vietnam    | 6  | 3 | 2 | 0 | 1 | 6  | 9  | -3  |
| 3.   | India      | 3  | 3 | 1 | 0 | 2 | 7  | 14 | -7  |
| 4.   | Uzbekistan | 0  | 3 | 0 | 0 | 3 | 2  | 21 | -19 |

#### Risultati
| Arbitro: | Im Eun Ju |

|                                                            |           |  |
| Teng Wei 3’, 29’ Sun Wen 8’ Liu Ying 55’, 63’ Han Duan 75’ | Marcatori |  |

| Arbitro: | Ri Hong Sil |

|                                                                                         |           |  |
| Rani Chanu 15’ Maichon Devi 20’ Robita Wangkhem 40’ Sujata Kar 47’ Tababi Devi 72’, 76’ | Marcatori |  |

| Arbitro: | Sin Hwa Youen |

|                                 |           |                                       |
| Lưu Ngọc Mai 19’, 24’, 37’, 77’ | Marcatori | 57’ Kosimova 85’ Nargiza Abdurasulova |

| Arbitro: | Mayumi Oiwa |

|                                                                                               |           |  |
| Bai Jie 9’, 20’, 26’, 74’, 79’ Sun Wen 22’, 63’, 67’, 88’, 90+1’ Zhao Lihong 56’ Liu Ying 61’ | Marcatori |  |

| Arbitro: | Im Eun Ju |

|                                      |           |                |
| Lưu Ngọc Mai 9’ Đoàn Thị Kim Chi 55’ | Marcatori | 60’ Sujata Kar |

| Arbitro: | Sin Hwa Youen |

| |           |  |
| Teng Wei 3’, 40’, 47’ Han Duan 13’, 42’ Ren Liping 23’, 60’ Gao Hongxia 48’ Qu Feifei 52’ Pu Wei 53’ Zhou Xiaoxia 76’ | Marcatori |  |

### Raffronto tra le seconde classificate
La prima classificata si qualifica alle semifinali. I risultati contro le quinte classificate dei gironi A e B non sono stati conteggiati per determinare la classifica delle tre squadre.

#### Classifica
| Pos. | Squadra       | Pt | G | V | N | P | GF | GS | DR  |
| ---- | ------------- | -- | - | - | - | - | -- | -- | --- |
| 1.   | Corea del Sud | 7  | 3 | 2 | 1 | 0 | 16 | 2  | +14 |
| 2.   | Vietnam       | 6  | 3 | 2 | 0 | 1 | 6  | 9  | -3  |
| 3.   | Birmania      | 4  | 3 | 1 | 1 | 1 | 7  | 8  | -1  |

## Fase a eliminazione diretta

### Tabellone
|  | Semifinali | Semifinali     | Semifinali |      |                      | Finale               | Finale          | Finale          |  |
|  |            |                |            |      |                      |                      |                 |                 |  |
|  | 1A         | Corea del Nord | 3          |      |                      |                      |                 |                 |  |
|  | 1A         | Corea del Nord | 3          |      |                      |                      |                 |                 |  |
|  | 1B         | Giappone       | 0          |      |                      |                      |                 |                 |  |
|  | 1B         | Giappone       | 0          |      | Corea del Nord (dts) | Corea del Nord (dts) | 2               |                 |  |
|  |            |                |            |      | Corea del Nord (dts) | Corea del Nord (dts) | 2               |                 |  |
|  |            |                | Cina       | Cina | 1                    |                      |                 |                 |  |
|  | 1C         | Cina           | Cina       | Cina | 1                    | 3                    |                 |                 |  |
|  | 1C         | Cina           |            |      |                      | 3                    |                 |                 |  |
|  | 2B         | Corea del Sud  | 1          |      |                      | Finale 3º posto      | Finale 3º posto | Finale 3º posto |  |
|  | 2B         | Corea del Sud  | 1          |      |                      |                      |                 |                 |  |
|  |            |                |            |      |                      |                      |                 |                 |  |
|  |            |                |            |      |                      | Giappone             | Giappone        | 0               |  |
|  |            |                |            |      |                      | Giappone             | Giappone        | 0               |  |
|  |            |                |            |      |                      | Corea del Sud        | Corea del Sud   | 1               |  |

### Semifinali
Le vincitrici delle semifinali si qualificano al campionato mondiale femminile di calcio 2003
| Bangkok 19 giugno 2003                                                    | Corea del Nord | 3 – 0 | Giappone | Stadio Rajamangala |
| \| \| \| \| \| Ri Kum-suk 7’, 35’ Kobayashi 83’ (aut.) \| Marcatori \| \| |                |       |          |                    |
|                                                                           |                |       |          |                    |
| Ri Kum-suk 7’, 35’ Kobayashi 83’ (aut.)                                   | Marcatori      |       |          |                    |

| Bangkok 19 giugno 2003, ore 19:30                                             | Cina      | 3 – 1          | Corea del Sud | Stadio Rajamangala |
| \| \| \| \| \| Bai Jie 12’, 19’ Sun Wen 88’ \| Marcatori \| 26’ Kim Ji-eun \| |           |                |               |                    |
|                                                                               |           |                |               |                    |
| Bai Jie 12’, 19’ Sun Wen 88’                                                  | Marcatori | 26’ Kim Ji-eun |               |                    |

### Finale terzo posto
La vincitrice della finale per il terzo posto si qualifica al campionato mondiale femminile di calcio 2003, la perdente accede allo spareggio AFC-CONCACAF.
| Bangkok 21 giugno 2003                             | Giappone  | 0 – 1            | Corea del Sud | Stadio Rajamangala |
| \| \| \| \| \| \| Marcatori \| 18’ Hwang In-sun \| |           |                  |               |                    |
|                                                    |           |                  |               |                    |
|                                                    | Marcatori | 18’ Hwang In-sun |               |                    |

### Finale
| Bangkok 21 giugno 2003                                                        | Corea del Nord | 2 – 1 (d.t.s.)  | Cina | Stadio Rajamangala |
| \| \| \| \| \| Ri Kum-suk 41’, 112’ (rig.) \| Marcatori \| 61’ Gao Hongxia \| |                |                 |      |                    |
|                                                                               |                |                 |      |                    |
| Ri Kum-suk 41’, 112’ (rig.)                                                   | Marcatori      | 61’ Gao Hongxia |      |                    |

## Statistiche

### Classifica marcatrici
15 reti
- Ri Kum-suk (1 rig.)

9 reti
- Jin Pyol-hui
- Mio Otani

7 reti
- Bai Jie
- Sun Wen
- Park Eun-sun

6 reti
- Homare Sawa

5 reti
- Teng Wei
- Yun Yong-hui
- Lee Ji-eun
- Karina Maruyama
- Yayoi Kobayashi
- Lưu Ngọc Mai

3 reti
- Han Duan
- Liu Ying
- Ho Sun-hui
- Pak Kum-chun
- Ri Un-gyong
- Hwang In-sun
- Aye Nandar Hlaing

2 reti
- Gao Hongxia
- Ren Liping
- Pak Kyong-sun
- Ra Mi-ae
- Ri Un-suk
- Cha Sung-mi
- Tomoe Kato
- Sujata Kar
- Thongam Tababi Devi
- San San Kyu
- Lin Yu-hui

1 rete
- Pu Wei
- Qu Feifei
- Zhao Lihong
- Zhou Xiaoxia
- Jang Ok-gyong
- O Kum-ran
- Ri Hyang-ok
- Sin Kum-ok
- Kim Ji-eun
- Kim Jin-hee
- Lee Myung-hwa
- Shin Sun-nam
- Sung Hyun-ah
- Josephine Loren
- Rhea Penales
- Aya Miyama
- Eriko Arakawa
- Hiromi Ikeda
- Kyōko Yano
- Tomomi Miyamoto
- Yuka Miyazaki
- Rhoda Santos
- Tera Flores Hannah
- Ng Wing Kum
- Yau Ka Wai
- Khundrakpam Maichon Devi
- Rani Chanu
- Robita Wangkhem
- Hla Hla Than
- Moe Moe War
- Thu Zar Htwe
- Zin Mar Wann
- Cheng Yu-hsing
- Huang Chun-lan
- Mung Ting-ho
- Shu Chiung-chen
- Wu Shin-tung
- Anootsara Maijarern
- Chownee Phanlet
- Hathairat Thongsri
- Kitiya Thiangtham
- Pranee Saipin
- Saranya Kaewka
- Narghiza Kosimova
- Nargiza Abdurasulova
- Đoàn Thị Kim Chi

autoreti
- Baujista Callejas (pro Myanmar)
- Yayoi Kobayashi (pro Corea del Nord)
- Huang Feng-chiu (pro Giappone)
- Huang Feng-chiu (pro Myanmar)